# Cracker (série télévisée, 1993)
Pour les articles homonymes, voir Cracker (série télévisée, 1997) et Cracker.
Cracker (ou Fitz au Québec) est une série télévisée britannique en cinq épisodes de 120 minutes et six épisodes de 150 minutes, créée par Jimmy McGovern et diffusée entre le 27 septembre 1993 et le 28 octobre 1996 sur le réseau ITV. Dix ans plus tard, un nouvel épisode a été diffusé le 1er octobre 2006.
En France, la série a été diffusée à partir du 3 février 1995 sur Canal+, au Québec à partir du 19 juin 1996 à la Télévision de Radio-Canada, et en Belgique à partir de 1998 sur RTL.

## Synopsis
Eddie « Fitz » Fitzgerald est un brillant psychologue qui aide la police de Manchester à traquer les criminels. En revanche, sa vie personnelle est catastrophique : buveur, fumeur et joueur invétéré, il est excessif, infidèle, instable et égoïste...

## Distribution
- Robbie Coltrane : Docteur Eddie « Fitz » Fitzgerald
- Barbara Flynn (en) (VF : Marion Game) : Judith Fitzgerald (1993-1995)
- Kieran O'Brien : Mark Fitzgerald (1993-1995)
- Tess Thomson : Katie Fitzgerald (1993-1995)
- Clive Russell : Danny Fitzgerald (1995)
- Christopher Eccleston (VF : Guy Chapellier) : David Bilborough (1993-1994)
- Lorcan Cranitch (en) : Jimmy Beck (1993-1995)
- Geraldine Somerville : (VF : Danièle Douet) : DS Jane « Panhandle » Penhaligon (1993-1995)

## Épisodes

### Première saison (1993)
1. Meurtre dans l'oubli (The Mad Woman in the Attic) 100 minutes : Une jeune femme est brutalement assassinée dans un train. Le principal suspect est un homme qui se prétend amnésique. À la demande de la famille de la victime, Fitz est mis sur l’affaire pour essayer de le faire craquer. Sur le plan personnel, Fitz connaît quelques déboires conjugaux avec le départ de sa femme.
2. Troubles passions (To Say I Love You) 150 minutes : Fitz est confronté à un jeune couple, sorte de « Bonny and Clyde » qui sème la terreur à Manchester. La vie personnelle de Fitz prend une nouvelle tournure, avec son attirance de plus en plus évidente pour Penhaligon.
3. Un jour, les lemmings voleront (One Day a Lemming Will Fly) 100 minutes : Après la mort (meurtre ou suicide ?) d’un garçon de 13 ans, un de ses professeurs devient le principal suspect sous la pression de la communauté locale. Fitz est chargé de lui extorquer des aveux. Pendant ce temps, la femme de Fitz regagne le domicile conjugal, alors que celui-ci planifie des vacances en compagnie de Penhaligon.

### Deuxième saison (1994)
1. En souvenir de Hillsborough (To Be a Somebody) 150 minutes : Après la mort de son père, un jeune homme assassine le propriétaire pakistanais d'un petit magasin et s'en prend ensuite à la police qu'il blâme pour un incident qui s'est déroulé 5 ans plus tôt . Le chef de police tente de s'occuper de l'affaire sans avoir recours aux services de Fitz, mais se résignera lorsque le nombre de victimes commencera à s'élever. En parallèle, l'épouse de Fitz poussée à bout par ses mauvaises habitudes quitte le domaine familial.
2. Meurtre et religion (The Big Crunch) 150 minutes : Alors que sa femme entame des procédures de divorce à l'amiable, Fitz enquête sur un cas d'enlèvement impliquant une adolescente. Disparue pendant près d'une semaine, on la retrouve errant dans un centre commercial habillée d'un simple drap, droguée et couverte de graffitis. Ce dernier mène Fitz à soupçonner l'implication d'une secte locale que la jeune fille a commencé à fréquenter quelques mois.
3. Une marque indélébile (Men Should Weep) 150 minutes : Alors que Fitz devient animateur d'une émission de psychologie à la radio. Les choses se gâtent… Un violeur en série entend parler des crimes à la radio et décide d'éliminer ses prochaines victimes pour éviter qu'elle puisse donner des indices à la police.

### Troisième saison (1995)
1. Fraternellement vôtre (Brotherly Love) 150 minutes : Un père de famille, s'offrant régulièrement les services de prostituées de sa ville, tue l'une d'elles pour une sombre histoire d'argent. La police appréhende l'homme, mais de meurtres semblables continuent d'être commis. La mère de Fitz succombe à une crise cardiaque, le forçant à renouer des relations avec son frère.
2. Enfance sans partage (Best Boys) 100 minutes : Un ex-soldat, travaillant dans une usine de textile, rencontre un jeune homme ayant eu une adolescence tourmentée. Les deux hommes se lient rapidement d'amitié. Mais cette union utopique devient extrêmement dangereuse, pour bien des gens, lorsque la violence du jeune homme se révèle et fait ressortir celle du soldat. À la maison, Fitz est bien occupé avec son nouveau-né et les humeurs de son épouse dépressive.
3. Folie amoureuse (True Romance) 100 minutes : Une amoureuse de Fitz ou plutôt du psychologue qu'elle voit en lui, commet plusieurs meurtres pour attirer son attention. Elle lui envoie également des lettres. Il est retiré de l'enquête, lorsque l'on comprend qu'elle tue pour lui. Elle décide alors de toucher une corde sensible du psychologue en s'attaquant à sa famille.

### Hors saison (1996)
1. Le Fantôme blanc (Lucky White Ghost) 120 minutes : Fitz est à Hong Kong où il donne une conférence devant des étudiants. La police locale demande son aide après le meurtre d'un homme d'affaires. Différentes cultures et policiers peu habitués aux serial-killer, Fitz relèvera-t-il le défi ?

### Hors saison (2006)
1. Cracker (Nine Eleven) 120 minutes : Fitz est de retour à Manchester pour le mariage de sa fille. Il vient de passer 10 ans en Australie avec sa femme et son jeune fils. La police fait appel à lui sur une affaire de meurtre où un jeune soldat est impliqué.

## Récompenses
- BAFTA Award 1994 : Meilleur acteur pour Robbie Coltrane
- BAFTA Award 1994 : Meilleure photographie
- BAFTA Award 1995 : Meilleure série dramatique
- BAFTA Award 1995 : Meilleur acteur pour Robbie Coltrane
- BAFTA Award 1996 : Meilleure série dramatique
- BAFTA Award 1996 : Meilleur acteur pour Robbie Coltrane